# استیو کوپل
استیو کوپل (به انگلیسی: Steve Coppell) زادهٔ ۹ ژوئیه ۱۹۵۵ بازیکن فوتبال اهل انگلستان بود که سابقهٔ بازی در تیم ملی فوتبال انگلستان را در کارنامهٔ خود دارد. وی در تاریخ ۱۶ نوامبر ۱۹۷۷ نخستین بازی ملی خود را در مقابل تیم ملی فوتبال ایتالیا انجام داد و با حضور در ۴۲ بازی ملی، در تاریخ ۳۰ مارس ۱۹۸۳ واپسین بازی ملی‌اش را در برابر تیم ملی فوتبال یونان برگزار کرد.
این بازیکن توانسته در بازی‌های ملی، ۷ گل به ثمر برساند.